# Villanúa
Villanúa (aragonska: Villanuga) är en ort och kommun i provinsen Huesca i den autonoma regionen Aragonien i nordöstra Spanien. Orten ligger vid floden Aragón, cirka 61 kilometer norr om Huesca. Kommunen har 571 invånare (2024), på en yta av 58,19 km².